# Ladoga (Indiana)
Ladoga é uma cidade  localizada no estado americano de Indiana, no Condado de Montgomery.

## Demografia
Segundo o censo americano de 2000, a sua população era de 1047 habitantes.
Em 2006, foi estimada uma população de 1031, um decréscimo de 16 (-1.5%).

## Geografia
De acordo com o United States Census Bureau tem uma área de
1,3 km², dos quais 1,3 km² cobertos por terra e 0,0 km² cobertos por água. Ladoga localiza-se a aproximadamente 250 m acima do nível do mar.

## Localidades na vizinhança
O diagrama seguinte representa as localidades num raio de 16 km ao redor de Ladoga.